# Labrisomidae
Los trambollos (familia Labrisomidae) son una familia de peces marinos incluida en el orden Perciformes, distribuidos por el Atlántico y Pacífico, preferentemente en aguas tropicales. Su nombre procede del griego: labros (furioso, ávido, ansioso) + soma (cuerpo).
Cuerpo recubierto de escamas cicloideas, pocas especies sin escamas; la aleta dorsal tienen más espinas que radios blandos, algunas especies incluso sólo tienen espinas en esta aleta.
Existe viviparidad en los géneros Xenomeda y Starksia, aunque sólo en la segunda los machos poseen un órgano copulador. Se alimentan de pequeños invertebrados bentónicos.

## Géneros
Existen más de 100 especies agrupadas en 14 géneros:
- Género Alloclinus (Hubbs, 1927)
- Género Auchenionchus (Gill, 1860)
- Género Calliclinus (Gill, 1860)
- Género Cottoclinus (McCosker, Stephens y Rosenblatt, 2003)
- Género Cryptotrema (Gilbert, 1890)
- Género Dialommus (Gilbert, 1891)
- Género Exerpes (Jordan y Evermann en Jordan, 1896)
- Género Haptoclinus (Böhlke and Robins, 1974)
- Género Labrisomus (Swainson, 1839)
- Género Malacoctenus (Gill, 1860)
- Género Nemaclinus (Böhlke y Springer, 1975)
- Género Paraclinus (Mocquard, 1888)
- Género Starksia (Jordan y Evermann en Jordan, 1896)
- Género Xenomedea (Rosenblatt y Taylor, 1971)